# 발도술

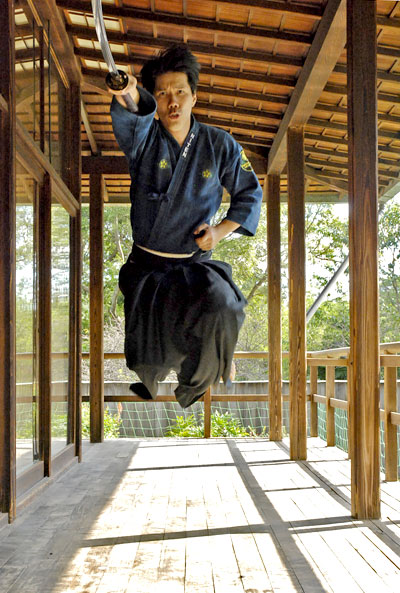

발도술(일본어: 抜刀術 밧토쥬쓰[*]) 또는 거합(일본어: 居合 이아이[*])이란 일본도(타도로 한정되는 것은 아니다)를 칼집에 넣은 상태에서 빠르게 칼을 뽑아내 일격을 날리거나 상대의 공격을 받아넘기는 품새, 기술을 중심으로 구성된 고류무술이다. 현대무술화된 것을 거합도라고 한다.